# Délégation d'Orvieto

La délégation apostolique d’Orvieto fut une subdivision administrative de l'État pontifical, instituée en 1831 par le pape Grégoire XVI sur le territoire de l'Ombrie.

## Historique
Dans sa configuration définitive elle confinait au nord et à l’est avec la délégation de Pérouse, à l’ouest avec la délégation de Viterbe et le Grand-duché de Toscane, au sud avec la délégation de Viterbe.
La réforme administrative de Pie IX du 22 novembre 1850 l’inséra dans l’circonscription de Rome. Après l’Unité italienne et application du décret Pepoli du 13 décembre 1860, elle fut annexée à la province de l’Ombrie.

## Source de traduction
- (it) Cet article est partiellement ou en totalité issu de l’article de Wikipédia en italien intitulé « delegazione apostolica di Orvieto » (voir la liste des auteurs) le 16/07/2012.